# Nacera Baghdad
Nacera Baghdad est une boxeuse française née le 7 août 1979 à Amiens.

## Carrière sportive
En 2001, elle remporte la médaille de bronze aux championnats d'Europe amateur à Saint-Amand-les-Eaux en moins de 60 kg (poids légers). Elle est sacrée championne de France en 2000 et 2001.